# Teresinha de Jesus
Teresinha de Jesus Correia dos Santos (Londrina, 14 de outubro de 1980) é uma atleta paralímpica brasileira. 
Conquistou a medalha de bronze nos Jogos Paralímpicos de Verão de 2016 no Rio de Janeiro, representando seu país na categoria 100 metros T47 feminino.